# Justina Kitchen
Justina Kitchen (nacida como Justina Sellers) es una deportista neozelandesa que compite en vela en la clase Formula Kite. Ganó una medalla de bronce en el Campeonato Europeo de Formula Kite de 2019.

## Palmarés internacional
| \| Campeonato Europeo \| Campeonato Europeo \| Campeonato Europeo \| Campeonato Europeo \| \| Año \| Lugar \| Medalla \| Clase \| \| ------------------ \| -------------------- \| ------------------ \| ----------------------------- \| \| 2019 \| Torregrande (Italia) \| Medalla de bronce \| Formula Kite por relevo mixto \| |                      |                   |                               |
| Campeonato Europeo |                      |                   |                               |
| Año | Lugar                | Medalla           | Clase                         |
| 2019 | Torregrande (Italia) | Medalla de bronce | Formula Kite por relevo mixto |